# Кэш, Джеральд
Сэр Джеральд Кристофер Кэш (англ. Sir  Gerald Christopher Cash 28 мая 1917, Нассау, колония Багамские острова — 6 января 2003, Нассау, Багамские острова) — государственный деятель Багамских островов, генерал-губернатор (1979—1988).

## Биография
- с 1940 г. — занимался адвокатской деятельностью,
- 1949 г. — избран депутатом Палаты собрания,
- 1958—1962 гг. — член Исполнительного совета,
- 1969—1979 гг. — сенатор,
- 1970—1972 гг. — вице-президент,
- 1973 г. — президент Сената,
- 1973—1976 гг. — заместитель губернатора,
- 1979—1988 гг. — губернатор Багамских островов.

Был награждён королевским Викторианским орденом, Большим крестом ордена Святого Михаила и Святого Георгия (GCMG), а в 1985 г. — возведен в рыцарское достоинство и награждён Большим крестом Королевского Викторианского ордена (GCVO).